# Sobienie-Jeziory

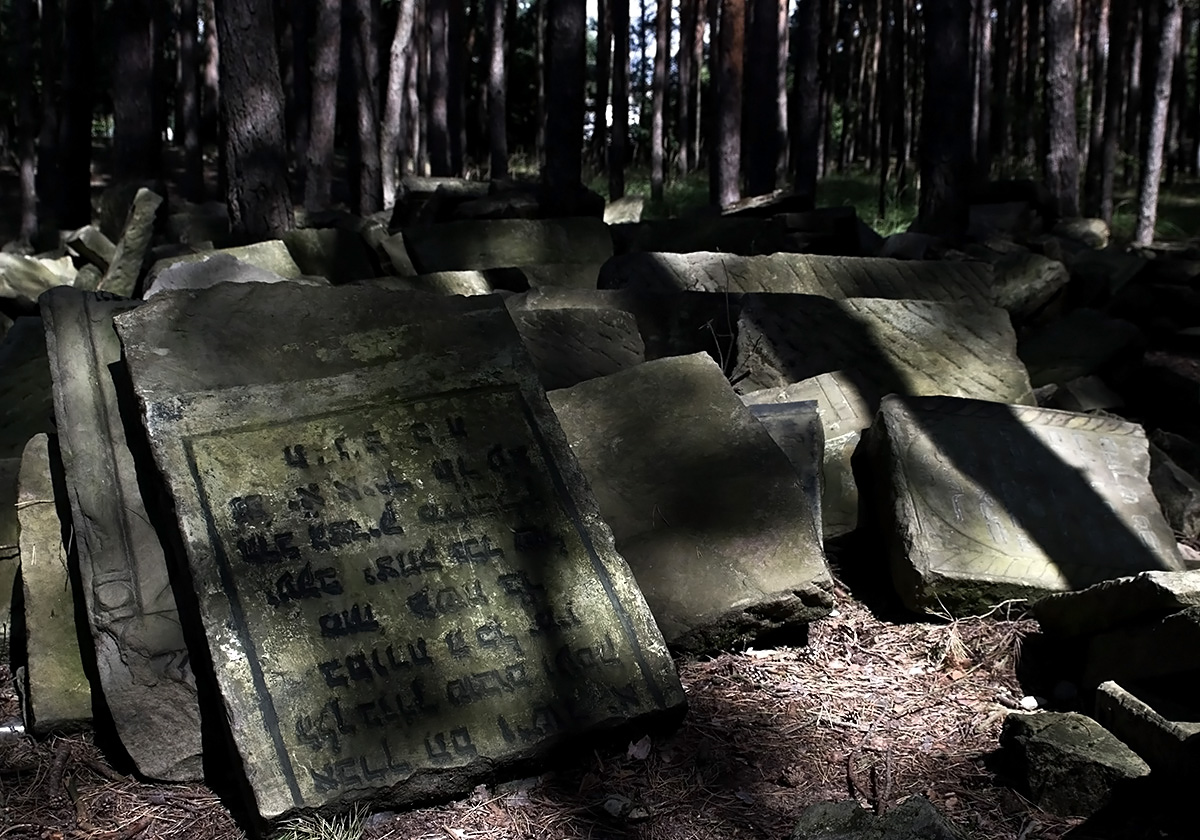
Ruiny cmentarza żydowskiego

Sobienie-Jeziory – wieś sołecka w Polsce położona w województwie mazowieckim, w powiecie otwockim, w gminie Sobienie-Jeziory.
W latach 1975–1998 miejscowość administracyjnie należała do województwa siedleckiego.
Miejscowość jest siedzibą władz wiejskiej gminy Sobienie-Jeziory, a także rzymskokatolickiej parafii Wszystkich Świętych.
Przez wieś przebiega droga wojewódzka nr 801 oraz droga wojewódzka nr 739. Drogi powiatowe łączą Sobienie-Jeziory z Osieckiem, Mariańskim Porzeczem i Warszawicami. Najbliższy pasażerski przystanek kolejowy znajduje się 5 km na północ w Warszówce, przewozy pasażerskie na tej linii od czerwca 2010 zostały zawieszone.

## Nazwa wsi
Zapisy dotyczące wsi podają jej nazwę w różnym brzmieniu, są to: Jeziory, Jeziory Sobienińskie i Jeziory Sobieńskie.

## Historia
Od XIII wieku wymieniana w dokumentach jako należąca do biskupów poznańskich osada targowa, leżąca przy szlaku łączącym Mazowsze i Ruś. W 1244 r. książę Konrad I, uposażając kościół w Czersku, wymienił m.in. wieś Sobienie. Jej istnienie potwierdzały przywileje książąt mazowieckich, przywilej księcia Bolesława w 1297 r., Ziemowita III datowany na 1351 r. i Konrada II pochodzący z 1476 r. Lokowanie w obecnej postaci, tj. w formie osady z położonym centralnie rynkiem i wybiegającymi z niego czterema głównymi drogami, Sobienie-Jeziory zawdzięczają kasztelanowi łukowskiemu Jackowi Jezierskiemu, który założył je na nowym miejscu krótko po 1780 r. na gruntach zachodniej części Sobień Szlacheckich. Sprowadził tu kowali ze Śląska i Saksonii do pierwszej w Polsce fabryki kos. W osadzie założył też manufakturę pończoszniczą. W 1913 r. powstało Stowarzyszenie Straży Ogniowej, obecnie jest to Ochotnicza Straż Pożarna. W latach 1910–1914 planowano do wsi doprowadzić z Karczewa linię kolei wąskotorowej, ale wybuch wojny pokrzyżował te zamierzenia. Do lat 30. w Sobieniach-Jeziorach mieścił się tzw. sąd pokoju, w późniejszym czasie przeniesiony do Garwolina. W latach 1932–1934 powstał murowany budynek szkolny. W maju 1939 saperzy wybudowali drewniany most łączący Sobienie-Jeziory i Piwonin z Brzuminem, jego istnienie przypominają przyczółki mostowe. Wojska niemieckie wkroczyły do wsi 10 września 1939. Podczas okupacji częste stało się wysyłanie mieszkańców na roboty w Prusach, ponadto organizowano łapanki, największa z nich miała miejsce w połowie 1943 r., kiedy to całą ludność spędzono na rynek. W 1941 r. do wsi przybył transport wysiedlonych chłopów z okolic wielkopolskiego Kostrzyna. 2 października 1940 roku hitlerowcy zorganizowali we wsi getto, do którego spędzono okoliczną ludność żydowską. We wrześniu 1942 roku uwięzionych ludzi wywieziono do obozów zagłady, a tym samym getto uległo likwidacji. Po wyzwoleniu terenu gminy w II połowie 1944 przeprowadzono parcelację majątków Sobienie Szlacheckie i Siedzów. Po 1945 r. wieś nabrała charakteru małego miasteczka, które pełni funkcję ośrodka handlowego oraz obsługi okolicznego rolnictwa. Jest to również lokalny węzeł komunikacyjny, komunikacja autobusowa łączy Sobienie Jeziory z Warszawą (przez Otwock), Osieckiem, Garwolinem i Maciejowicami. W latach 60. XX wieku wybudowano obwodnicę.

### Żydzi w Sobieniach-Jeziorach
Ludność pochodzenia żydowskiego została sprowadzona do Sobień-Jezior przez założyciela wsi. W okresie międzywojennym stanowili większość mieszkańców. 2 października 1940 roku Niemcy stworzyli w żydowskiej części wsi getto, do którego przywieziono również Żydów z okolicznych wsi i miasteczek m.in. z Osiecka. 27 września 1942 ogłoszono wywóz ludzi do pracy, ludzi ograbiono, synagoga stojąca w rynku została spalona, a niezdatni do pracy zostali rozstrzelani. Pozostałych wywieziono do obozu zagłady w Treblince. W późniejszym czasie zdewastowano miejscowy kirkut, a płyty nagrobne posłużyły do wyłożenia podjazdu do siedziby Geheime Staatspolizei (Gestapo), która mieściła się w plebanii. Na początku XXI wieku macewy wydobyto i przewieziono na teren dawnego kirkutu, ale są one regularnie niszczone przez miejscowych wandali.

## Obiekty historyczne

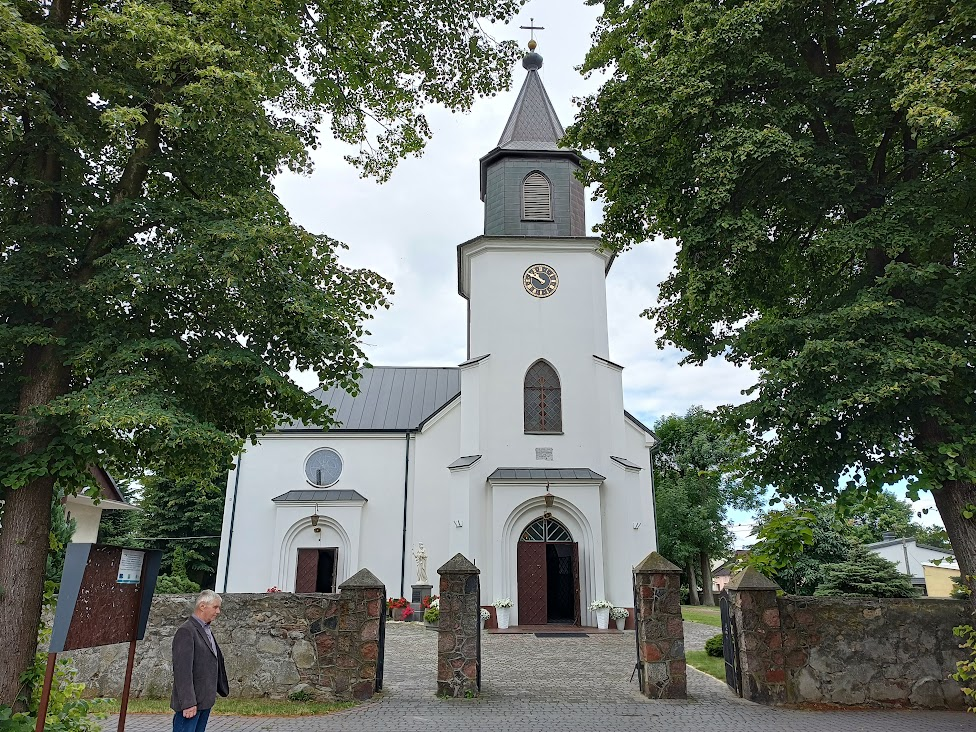
Kościół Wszystkich Świętych

- Przy rynku znajduje się pochodzący z 1806 kościół pw. Wszystkich Świętych ufundowany przez hrabiego Karola Jezierskiego. Świątynia była dwukrotnie powiększana (1908 i 1982)[12].

Historię miejscowej parafii opisał o. Jerzy Marian Cygan OFMCap Dzieje parafii Sobienie Jeziory Biała Podlaska 2001.
- Dwie ok. 200 letnie kapliczki wotywne.
- Zrujnowany kirkut żydowski.
- Wiatrak „koźlak” (na granicy z Sobieniami Kiełczewskimi). 5 marca 1974 roku Poczta Polska wydała znaczek przedstawiający ten wiatrak o nominale 4,90 zł, w ramach serii o polskim budownictwie ludowym. Autorem projektu całości serii był Franciszek Winiarski[14].